# Президентские выборы в России (2004)
Выборы президента России в 2004 году, в соответствии с постановлением Совета Федерации, состоялись 14 марта.
Кандидатами на пост президента России были шесть человек: Владимир Путин (самовыдвижение), Николай Харитонов (выдвинут КПРФ), Сергей Глазьев (самовыдвижение), Ирина Хакамада (самовыдвижение), Олег Малышкин (выдвинут ЛДПР) и Сергей Миронов (выдвинут РПЖ).
Действующий президент России Владимир Путин был единственным кандидатом на выборах 2004 года, ранее участвовавшим в президентских выборах. Участники трёх (Владимир Жириновский и Аман Тулеев) и двух (Геннадий Зюганов и Григорий Явлинский) предыдущих выборов подряд в 2004 году по разным причинам не выдвинули свои кандидатуры.
В соответствии с Постановлением Центральной избирательной комиссии Российской Федерации от 23 марта 2004 г. № 99/799-4 «О результатах выборов Президента Российской Федерации» (впоследствии в постановление вносились три изменения результатов голосования, однако на процентные результаты кандидатов они не повлияли), опубликованном «Российской газетой» 24 марта 2004 года, избранным президентом России на выборах 14 марта 2004 года является действовавший президент Владимир Путин. В результате голосования он набрал 71,31 % голосов избирателей, принявших участие в голосовании.
Владимир Путин принёс присягу народу и повторно вступил в должность президента России 7 мая 2004 года.

## Кандидаты

### Официально зарегистрированные
1. Глазьев, Сергей Юрьевич, российский политический и государственный деятель, сопредседатель фракции «Родина» (Народно-Патриотический Союз в госдуме IV созыва), однако баллотировался, как самовыдвиженец[5];
2. Малышкин, Олег Александрович, российский политический деятель, член высшего совета ЛДПР с 2004 по 2007;
3. Миронов, Сергей Михайлович, председатель Совета Федерации России, лидер РПЖ;
4. Путин, Владимир Владимирович, президент Российской Федерации;
5. Хакамада, Ирина Муцуовна, российский политический и общественный деятель;
6. Харитонов, Николай Михайлович, российский политический и государственный деятель, депутат госдумы IV созыва от фракции КПРФ, член Аграрной партии России.

* Данные о кандидатах даны на момент выборов

### Не прошедшие регистрацию
- Аксентьев, Иосиф Иосифович, мультимиллионер, общественный деятель, председатель общественной организации «Всероссийская партия народа»;
- Брынцалов, Владимир Алексеевич, мультимиллионер и фармацевтический магнат, хозяин фармацевтических гигантов «Ферейн», «Брынцалов А»;
- Геращенко, Виктор Владимирович, российский общественный и государственный деятель, бывший глава Центрального банка Российской Федерации. Выдвинут Партией Российских регионов, ныне Справедливая Россия;
- Рыбкин, Иван Петрович, российский общественный и государственный деятель;
- Смыков, Игорь Александрович, российский политический и общественный деятель, председатель Общественного движения «За социальную справедливость»;
- Стерлигов, Герман Львович, один из первых русских миллионеров, бывший владелец биржи «Алиса».

* Данные о кандидатах даны на момент выборов

## Результаты выборов
| Место                      | Кандидаты                    | Голоса     | %      |
| -------------------------- | ---------------------------- | ---------- | ------ |
| 1.                         | Путин Владимир Владимирович  | 49 558 328 | 71,31  |
| 2.                         | Харитонов Николай Михайлович | 9 514 554  | 13,69  |
| 3.                         | Глазьев Сергей Юрьевич       | 2 850 610  | 4,10   |
| 4.                         | Хакамада Ирина Муцуовна      | 2 672 189  | 3,84   |
| 5.                         | Малышкин Олег Александрович  | 1 405 326  | 2,02   |
| 6.                         | Миронов Сергей Михайлович    | 524 332    | 0,75   |
| Против всех                | Против всех                  | 2 397 140  | 3,45   |
| Недействительные бюллетени | Недействительные бюллетени   | 578 847    | 0,83   |
| Всего (явка 64,38%)        | Всего (явка 64,38%)          | 69 501 326 | 100,00 |

ЦИК три раза вносил коррективы в итоги выборов. В таблице указаны окончательные результаты президентских выборов, утверждённые Центральной избирательной комиссией 25 апреля 2006 года.

## Оценки выборов
Миссия наблюдателей ОБСЕ в своём итоговом отчёте сочла, что «В то время, как в техническом плане выборы были организованы весьма компетентно, в особенности со стороны ЦИК России, в целом принципы, необходимые для проведения нормальных демократических выборов, не были адекватно отражены в избирательном процессе. В ходе избирательного процесса не были соблюдены важные обязательства, касающиеся недискриминационного отношения государственных СМИ к кандидатам и принципа тайного голосования».
Миссия наблюдателей от СНГ сочла, что «выборы президента РФ в целом прошли организованно. Зафиксированные некоторые упущения и недостатки в ходе подготовки к выборам, при организации предвыборной агитации и проведении голосования не повлияли на свободное волеизъявление избирателей и на итоги голосования. Международные наблюдатели от СНГ считают, что выборы президента РФ 14 марта 2004 года прошли в соответствии с Федеральным законом „О выборах Президента Российской Федерации“ и признают эти выборы свободными, демократическими и справедливыми».

## Нарушения
Летом 2005 года действовавший председатель Центральной избирательной комиссии Российской Федерации Александр Вешняков отмечал правонарушение, связанное с сознательным изменением результатов голосований. Вешняков озвучил, что секретарь территориальной избирательной комиссии города Орехово-Зуево Московской области, руководитель группы контроля за работой ГАС «Выборы», системный администратор комплекса средств автоматизации М. В. Царьков внёс изменения в данные 13 из 58 протоколов участковых избирательных комиссий, увеличив число проголосовавших в городе более чем на 6000 человек, а явку — с 49,8 до 55,7 %. Согласно приговору Орехово-Зуевского городского суда, Царьков был признан виновным и ему назначено наказание в виде штрафа в размере 20 000 рублей. Его полномочия как члена ТИК были прекращены в связи с вступлением в силу решения суда, а по настоянию ЦИК России он был освобожден от занимаемой должности.
В апреле 2006 года ЦИК РФ изменил их итоги, уменьшив количество поданных за Владимира Путина голосов на 2278. Корректировка была проведена в связи с доказанными фактами фальсификации итогов голосования на тринадцати избирательных участках Республики Адыгея.